# Upstream (film)
Upstream is een Amerikaanse filmkomedie uit 1927 onder regie van John Ford. De film werd lang als verloren beschouwd, maar in 2009 werd een exemplaar teruggevonden in een filmarchief in Nieuw-Zeeland.

## Verhaal
Een acteur uit New York speelt in Londen de titelrol in Hamlet. Die rol is echter te hoog gegrepen voor hem. Met de hulp van een oudere, nostalgische actrice brengt hij zijn taak tot een goed eind.

## Rolverdeling
| Acteur              | Personage            |
| ------------------- | -------------------- |
| Nancy Nash          | Gertie Ryan          |
| Earle Fox           | Eric Brasingham      |
| Grant Withers       | Jack La Velle        |
| Lydia Yeamans Titus | Hattie Breckenbridge |
| Raymond Hitchcock   | Star Boarder         |
| Emile Chautard      | Campbell Mandare     |